# Sormano
Sormano (Surmàn in dialetto brianzolo, AFI: /surˈmaŋ/) è un comune italiano di 671 abitanti della provincia di Como in Lombardia.
Il comune si trova all'interno del cosiddetto Triangolo Lariano.
Fu terra di origine e primo feudo della famiglia dei Sormani, che si spostò quindi a Canzo (dove permase il ramo comitale) e di lì a Milano e Parigi.

## Origini del nome
Il toponimo, che taluni hanno collegato a un presunto etnonimo longobardo (Sormanni), è in realtà un termine celtico (srowman-) con il significato di "torrente" (non è attualmente noto in che cosa questo termine si differenzi da altri apparenti sinonimi); il termine avrebbe quindi indicato inizialmente il corso d'acqua e poi la relativa valle, in cui giace il paese.

## Storia
Come attestato da alcuni reperti riportati alla luce nei pressi del Buco della Niccolina, in epoca imperiale il territorio di Sormano era abitato dai romani.
La prima volta che compare il nome del paese è in un documento del 28 agosto 1179, tempo di feudalesimo, quel feudalesimo che si era andato consolidando durante il dominio dei Longobardi e successivamente dei Franchi, con i suoi vassalli, valvassori e valvassini.
Grande vassallo imperiale di tutta la Vallassina era l'arcivescovo di Milano, già alla metà del IX secolo. Erano quindi alla sua dipendenza i valvassori dei piccoli feudi della valle. Proprio uno di questi, un certo Ottone di Sormano - riporta il documento -, partigiano dell'imperatore Federico Barbarossa contro il comune di Milano durante l'assedio del 1161 era stato dichiarato nemico dal Comune stesso. A questo periodo risale la costruzione di un castello.
Con la pace di Costanza il comune di Sormano venne poi riunito insieme ad altri comuni in un unico comune poi diviso in quartieri (il cosiddetto "Monte di Sera", composto da Sormano, Rezzago e Caglio) e rimase sotto il controllo degli arcivescovi di Milano fino al 1409 quando, cessato dopo oltre cinque secoli il dominio degli arcivescovi sul territorio della Vallassina, questa valle venne annessa al Ducato di Milano e da Giovanni Maria Visconti concessa in feudo a Facino Cane.
Morto costui nel 1412, il nuovo duca Filippo Maria ne sposò la vedova, Beatrice di Tenda, e il feudo di Vallassina passò al fisco ducale. Con il 1º settembre 1441 però la Vallassina tornò ad essere infeudata ed anche questa volta a un valoroso generale del duca: Luigi Dal Varme.
Nel triennio burrascoso compreso tra la fine della dominazione viscontea e l'instaurazione della dinastia sforzesca (1447-1450), la valle prese parte attiva alla lotta che i milanesi, sostenuti dai veneziani, condussero contro Federico Sforza.
La signoria dei Dal Verme sulla Vallassina fu alquanto tormentata. Ottenuto il feudo nel 1441, ne furono privati da Francesco Sforza nel 1450, per essere concesso ad alcuni cortigiani. Nel 1470 Galeazzo Maria, figlio del duca Francesco, ridona il feudo ai Dal Verme: ma l'anno successivo viene nuovamente tolto per favorire il suo consigliere Tomaso Tebaidi.
Veniamo al 1480, quando il conte Pietro Dal Verme, figlio di Jacopo, sposa Chiara Sforza, figlia naturale di Galeazzo Maria ed in tale occasione gli viene concesso il feudo della Vallassina.
Deceduto poco dopo il conte Pietro senza figli, la signoria della valle fu nuovamente avocata al fisco ducale finché nel 1486 il nuovo duca di Milano Giovanni Maria lo restituì alla vedova Chiara, riconfermandole la concessione due anni dopo, quando ella passò a seconde nozze con il conte Fregosino Fregoso.
Il 6 ottobre 1499 ecco scendere in Italia i francesi, i quali si impossessarono del ducato milanese. Chiara Sforza ne ritorna in possesso nel 1512 quando i francesi dovettero cedere Milano a Massimiliano Sforza, figlio di Ludovico il Moro.
Ritornano i francesi nel 1515. Ora è duca di Milano il francese Francesco I d'Orleans, che in un primo tempo investe della Vallassina il consanguineo principe Luigi d'Ars; il 9 febbraio 1523 nomina governatore, con diritto di successione feudale, il milanese e vallassinese Gaspare Sormano, figlio di Taddeo giureconsulto collegiato e decurione di Milano.
Costui discendeva dall'antico ceppo dei signori di Sormano, e nel diploma di investitura Francesco I dice tra l'altro: 
Nella stessa occasione Francesco I erigeva il feudo di Vallassina in Contea.
Col rapido tramonto del dominio francese, cadde presto anche la signoria dei Sormani sul feudo della Vallasina. Gaspare andò in Francia mentre la nostra valle ritornò a Paolo Fregoso, figlio di Chiara Sforza, nel frattempo morta.
Nel 1533, ottenuta la dispensa dal Senato, il Fregoso vendette il feudo di Vallassina per 12 000 lire imperiali al senatore Francesco Sfondrati, padre di papa Gregorio XIV. Carlo V imperatore (divenuto duca nel 1535 a Milano), nel confermare agli Sfondrati l'investitura degli ampi feudi in loro possesso, il 22 agosto 1538 conferì loro il titolo di Baroni della Vallassina.
Nel XVI secolo, il governatore spagnolo ordinò la distruzione del castello di Sormano. Nel 1555 il governatore spagnolo inviava ad Asso il capitano Pozzi con l'ordine di abbattere tutti i castelli della valle, perché molto rovinati e pericolanti, per cui le riparazioni sarebbero state molto costose e, per altro verso, se fossero rimasti avrebbero potuto servire come rifugio ai nemici o avventurieri. E così il castello di Sormano, che era stato risparmiato ai tempi di Federico Barbarossa, il quale aveva decretato la demolizione dei fortilizi (la Vallassina infatti era alleata all'imperatore), veniva demolito per comando di Carlo V. Le pietre del demolito maniero feudale furono poi usate per la costruzione della nuova chiesa parrocchiale e per numerose altre case.
Gli Sfondrati rimasero ininterrottamente in possesso dei loro feudi dal 1535 al 1788, data in cui, essendo morto senza successori il colonnello Carlo Sfondrati essi furono incamerati.
Nel 1753 al territorio comunale di Sormano venne definitivamente annesso l'allora comune di Dicinisio.
Un decreto di riorganizzazione del Regno d'Italia napoleonico datato 1807 sancì l'annessione del comune di Sormano ed uniti in quello di Lasnigo. La decisione fu tuttavia cancellata dalla Restaurazione, quando gli austro-ungarici ricostituirono il soppresso comune di Sormano con Denicisio.
Il 12 febbraio 1928 il governo fascista, sciolta la vecchia amministrazione, cambiò nome al comune in Santa Valeria insediando in municipio un podestà che agì come autorità unica anche per le vicine Caglio e Rezzago. Al ritornò alla democrazia il 20 agosto 1947 si procedette alle elezioni per ciascuno dei risorti tre comuni.
Allo schiudersi della seconda metà del XX secolo, dove sorgeva l'antico castello è stata innalzata una cinta merlata di pietra viva, arricchita di un portale in serizzo e dello stemma gentilizio della famiglia Sormani. A lato del portale è stata posta una lapide la cui iscrizione narra in sintesi la storia del castello.

### Simboli
Lo stemma e il gonfalone del comune di Sormano sono stati concessi con decreto del presidente della Repubblica dell'8 dicembre 2007.
Il gonfalone è un drappo partito di azzurro e di bianco.
Le più antiche raffigurazioni dello stemma sormanico sono quelle dei celebri stemmari quattrocenteschi dell'epoca sforzesca.
Il primo, noto col nome di Stemmario Trivulziano, è conservato nell'archivio storico civico di Milano in Castello e si ritiene sia stato compilato intorno al 1456.
È lo stemma tradizionale di casa Sormani, così disegnato: fasciato d'azzurro e d'argento; col capo d'argento, al leone d'azzurro passante, lampassato di rosso, sostenente con la destra un castello torricellato di due pezzi di rosso. Nello stesso codice è disegnato un altro stemma nel quale il leone è d'oro, il castello è di rosso, e anziché tre fasce presenta tre bande d'azzurro in campo argento (forse l'arma differenziata era usata da un altro ramo della famiglia).
Il secondo codice è quello che prende il nome dal pittore che lo delineò: G. Carpani, ed è conservato al Museo Civico di Como. Lo stemma descritto è del tutto identico a quello del Codice Trivulziano.
Nel campo della scultura il più antico stemma sormanico è quello scolpito nella lapide tombale di Taddeo da Sormano, morto l'11 luglio 1500. Detta lapide, che ora si trova nella chiesetta gentilizia di Pomelasca, è foggiata in marmo cristallino e presenta a tutto rilievo lo stemma col leone passante in capo e le sottostanti tre fasce.

## Monumenti e luoghi d'interesse

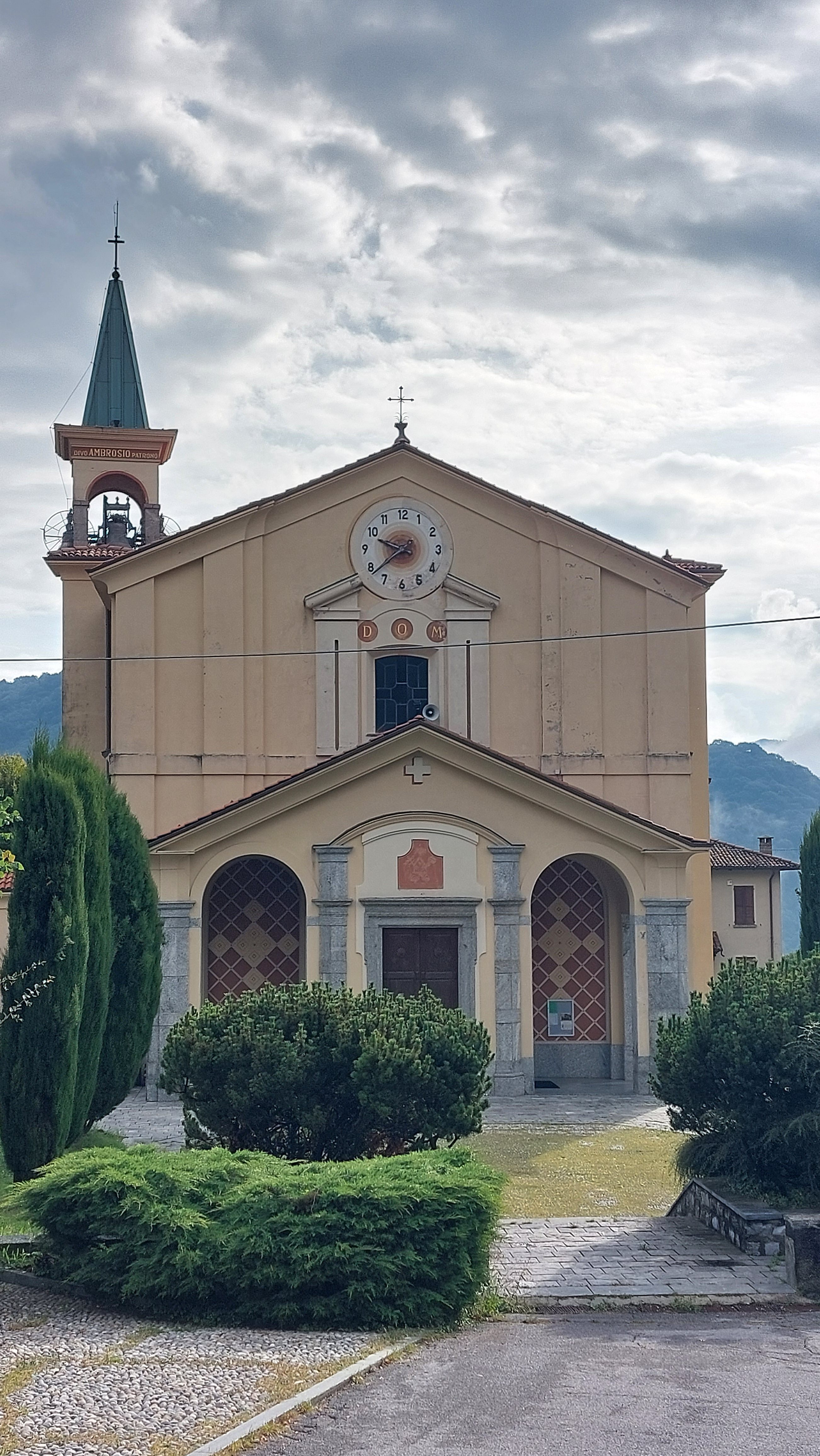
Chiesa di S. Ambrogio

### Architetture religiose

#### Chiesa dei Santi Valeria e Vitale
Di particolare interesse è la chiesa dedicata ai Santi Valeria e Vitale la cui edificazione risale all'alto medioevo.

#### Parrocchiale di Sant'Ambrogio
La chiesa parrocchiale, dedicata a sant'Ambrogio, risulta inserita nella pieve di Asso già dal XVI secolo. La dedicazione della chiesa è un chiaro indice della storica dipendenza dall'Arcidiocesi di Milano. L'edificio attuale fu costruito nella seconda metà del XVIII secolo, al posto di una precedente chiesa. Le cappelle laterali furono realizzate nel 1744, mentre i lavori di ricostruzione della chiesa si conclusero nel 1762. Al Novecento risalgono invece gli affreschi degli interni, alcuni dei quali realizzati nel 1946 dal pittore locale Giovanni Sormani. Nino Nespoli è invece l'autore dei tre affreschi che, incorniciati in rispettive quadrature a stucco, riproducono sulla volta della navata tre episodi relativi alla vita di sant'Ambrogio. Un'effige del santo titolare della chiesa è inoltre raffigurata sul fronte dell'altare maggiore.
Per quanto concerne il campanile, la parte inferiore risale al periodo medievale, mentre la parte superiore è del 1966

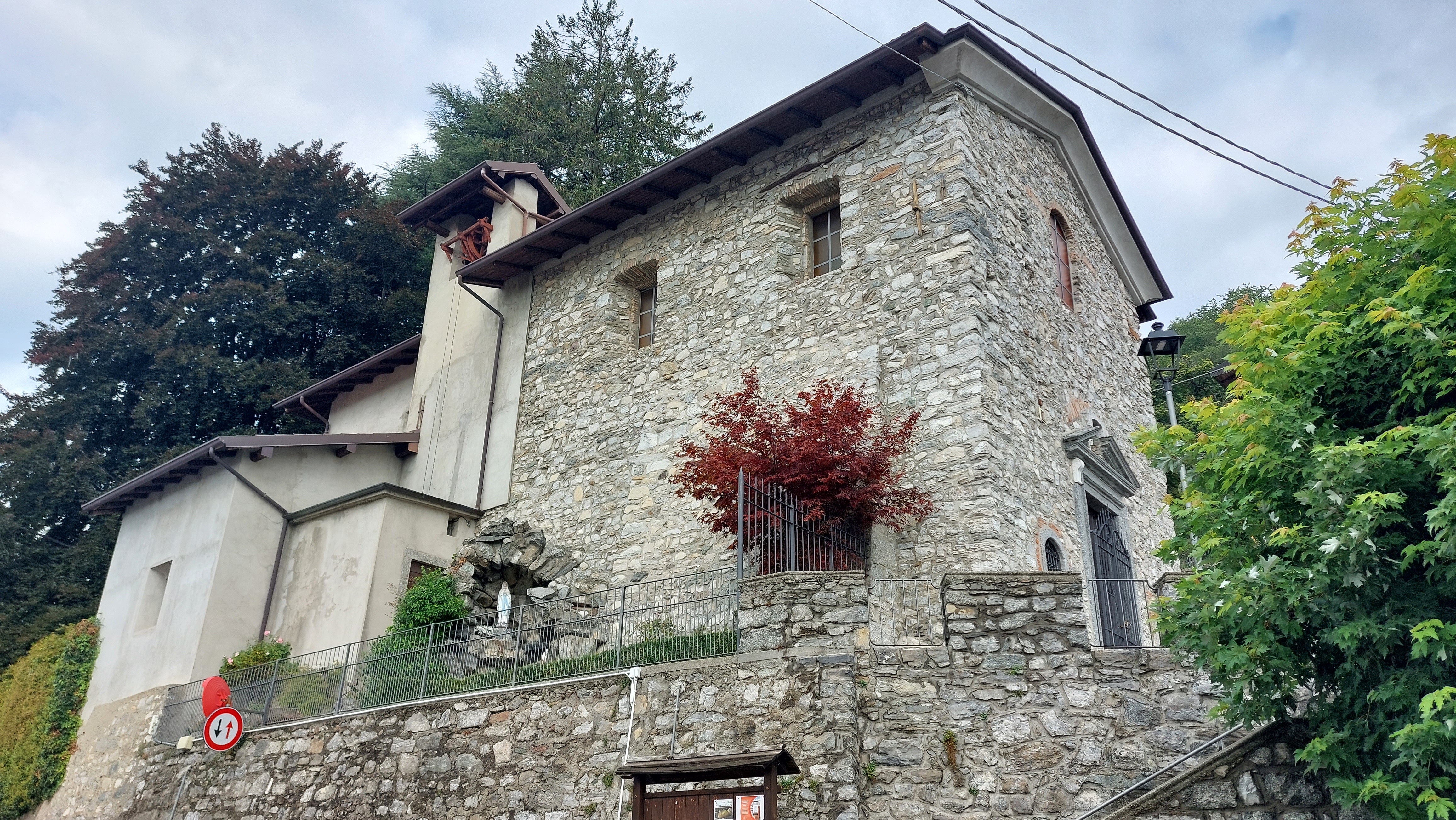
Chiesa di S. Maria del Sasso

#### Chiesa di Santa Maria del Sasso
La chiesa di Santa Maria del Sasso, già attestata nel XVI secolo, conserva una pala d'altare attribuita ad Agostino De Mattei (al quale si devono gli affreschi cinquecenteschi della cappella mariana situata all'interno della parrocchiale dei Santi Pietro e Paolo a Gessate). L'opera raffigura una scena del presepio, con la Madonna inginocchiata davanti a Gesù Bambino e due angioletti. Ai due lati, figure di santi (Caterina d'Alessandria, Gerolamo e Giovanni Battista da un lato; Ambrogio, Bernardo e una santa ignota dall'altro) fanno da sfondo ai due committenti dell'opera, entrambi in ginocchio. Sopra alla Madonna, sullo sfondo, la scena dell'Annunciazione. La pala è inserita in un'alzata barocca in legno policromo e dorato, anch'essa databile al XVI secolo, sormontata da una tavola raffigurante un'Incoronazione di Maria da parte della Trinità.

#### Altro

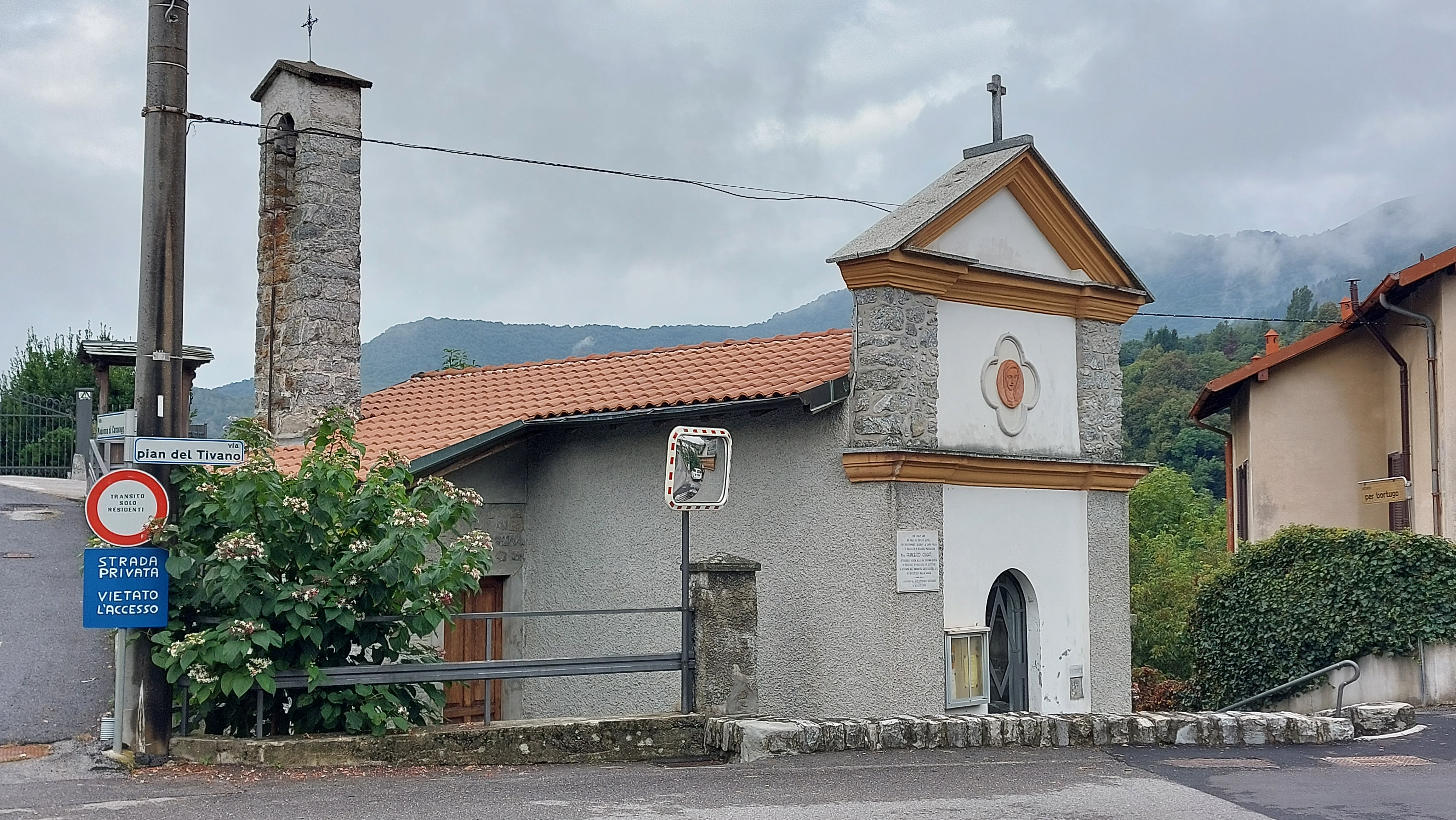
Chiesa della B.V. di Caravaggio

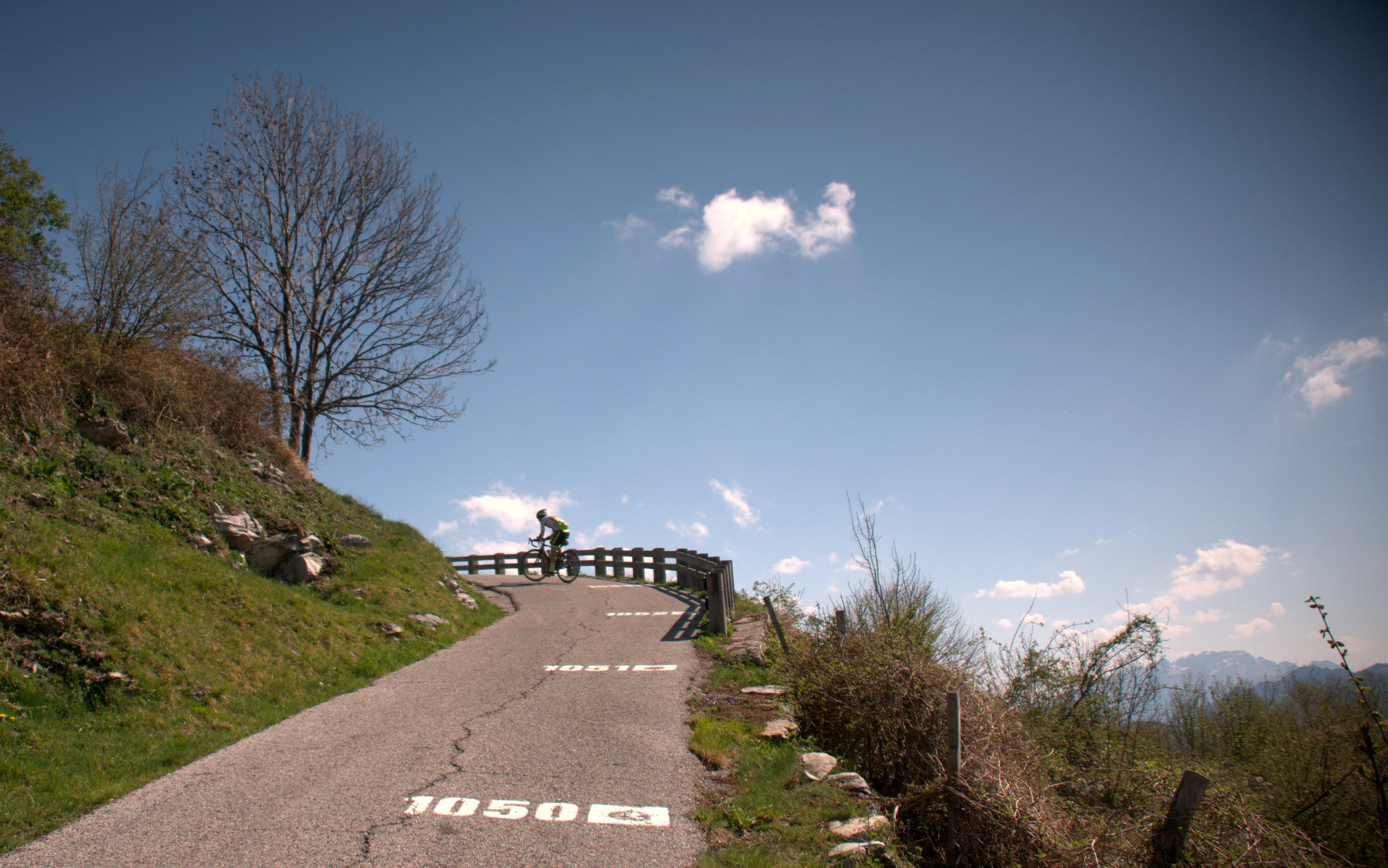
Un tratto del Muro di Sormano

Nel territorio comunale si trovano anche la chiesa del Santissimo Crocifisso già esistente nel 1688 e la chiesetta della Beata Vergine di Caravaggio, costruita nel 1872.

### Architetture civili

#### Castello di Sormano

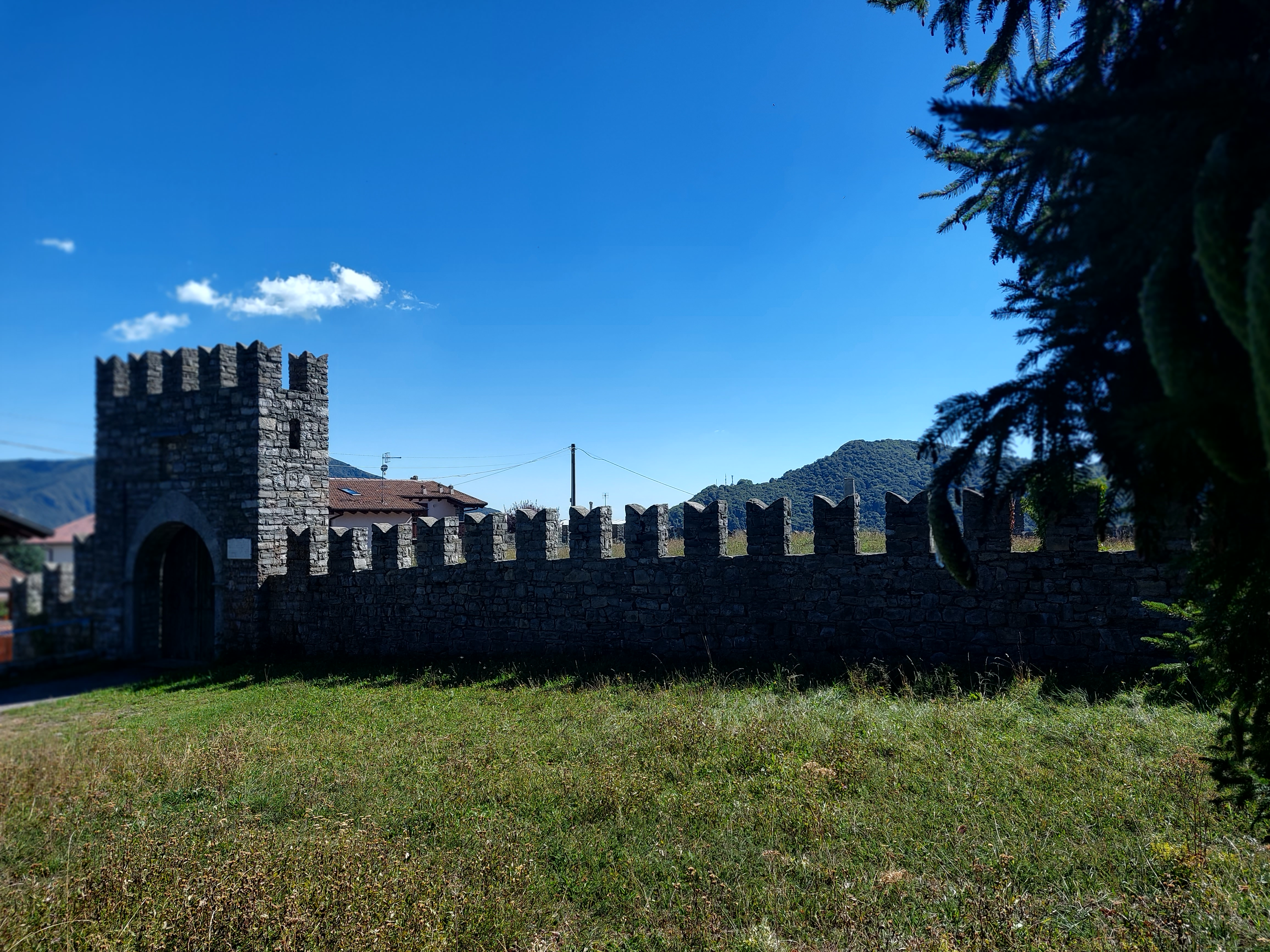
Castello di Sormano

Il Castello di Sormano, appartenente alla famiglia Sormani fin dall'Alto Medioevo fu demolito nel 1555, per ordine di Carlo V. Le pietre del demolito maniero feudale furono poi usate per la costruzione della nuova chiesa parrocchiale e per numerose altre case. Nella seconda metà del XX secolo, le rovine del castello furono oggetto di un intervento di restauro piuttosto invasivo, comprensivo dell'innalzamento della cinta muraria e del coronamento della stessa attraverso una merlatura ghibellina. I lavori comportarono anche l'edificazione di una pusterla in serizzo, recante sia le effigie di Sormani, sia una lapide commemorativa della storia del castello.

#### L'osservatorio astronomico
La zona della Colma era già stata utilizzata fin dai primi anni settanta per osservazioni amatoriali, effettuate tramite strumenti portatili e protratte per diversi anni: l'assenza di luci vicine e l'ottima trasparenza atmosferica ne facevano infatti un buon luogo di osservazione.

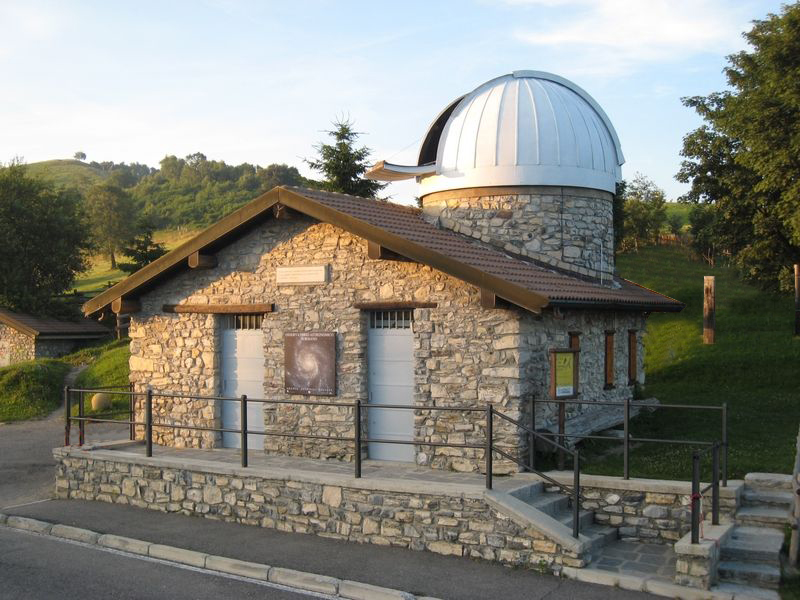
L'osservatorio astronomico

Scartato il progetto iniziale di una costruzione in cima al monte Falò (quota 1182 m), sia per motivi economici che logistici si scelse come sede per un osservatorio astronomico il vecchio rifugio di proprietà comunale presso la capanna Stoppani (quota 1124 m), che venne ristrutturata nel 1986. L'osservatorio astronomico di Sormano venne inaugurato il 22 ottobre del 1988 e dato in gestione al Gruppo astrofili della Brianza, che vi ha scoperto un centinaio di asteroidi, tra questi 6882 Sormano, 79271 Bellagio, 9115 Battisti, 18556 Battiato e l'asteroide 12405 Nespoli, dedicato all'astronauta italiano Paolo Nespoli. 
L'osservatorio è attivo nella ricerca di nuovi asteroidi e nell'osservazione degli oggetti che si avvicinano alla Terra ed al calcolo delle loro orbite. Tra i più famosi 99942 Apophis.

### Altro

#### Il Muro di Sormano
Questa località ha raggiunto la celebrità all'inizio degli anni sessanta in ambiente ciclistico per la presenza del Muro di Sormano, un'erta durissima poi chiusa al traffico motoristico ed alle biciclette in discesa per la sua pericolosità.
Oggi il Muro di Sormano è una vera leggenda per i ciclisti dopo la riscoperta e il passaggio dei professionisti durante il Giro d'Italia e il Lombardia, gare di livello mondiale. 
Salendo verso la Colma di Sormano, si possono trovare indicazioni sulla durezza di questa salita, metri percorsi, record di ascesa e i pensieri di alcuni ciclisti famosi come Gino Bartali, che esprime totale asprezza per questa salita dura ed impegnativa, raccontando cosa sono gli ultimi tornanti della stessa dopo 200 km.
Il muro è chiuso al traffico da una sbarra.

#### Tavole da filetto
In alcuni punti del paese si trovano antiche tavole da filetto incise nella pietra.

#### La Prea Butigela
Nei pressi di Sormano è presente un masso erratico chiamato Prea Butigela. Questo masso è stato trasportato dai ghiacci dell'era quaternaria.

#### Grotte
- Abisso Cippei[5]
- Grotta Stoppani[5]
- Buco della Niccolina, noto anche come Buco del Diavolo[5]

## Società

### Evoluzione demografica
- 560 nel 1751[28]
- 717 nel 1799[28]
- 912 nel 1805[28]
- annessione a Lasnigo nel 1809[28]
- 829 nel 1853[28]
- 889 nel 1901[28]
- 1 827 come Santa Valeria nel 1931[29]
- 1 709 come Santa Valeria nel 1936[29]

Abitanti censiti

## Cultura e tradizioni
In data 5 e 6 luglio 2008 si è tenuto il Sormani Days, un raduno tenutosi a Sormano dove hanno partecipato persone provenienti da tutta Europa e dagli USA avente cognome Sormani. Circa 200 persone hanno tentato di entrare nel Guinness dei Primati senza però riuscirci.

## Amministrazione
Il primo consiglio comunale fu eletto nel 1821.